# Sergi Darder (wielrenner)
Sergi Darder Gari (Barcelona, 30 juni 2003) is een Spaans wielrenner.

## Carrière
In maart 2024 won Darder, namens Illes Balears Arabay Cycling, het jongerenklassement in de Ronde van Alentejo. In het algemeen klassement eindigde hij als tiende, op 32 seconden van winnaar Eduard Prades. Later dat jaar was hij dicht bij de zege in de slotrit van de Ronde van Istanbul, maar enkel Davide Gabburo bleef hem voor.
In 2025 werd Darder prof bij Caja Rural-Seguros RGA. Zijn debuut voor de ploeg maakte hij eind januari in de AlUla Tour, waar hij in de openingsetappe naar de twaalfde plek sprintte.

## Overwinningen
2024
Jongerenklassement Ronde van Alentejo
2025
Puntenklassement Trofeo Joaquim Agostinho

## Ploegen
- 2024 –  Illes Balears Arabay Cycling
- 2025 –  Caja Rural-Seguros RGA